# Prionolabis rudimentis
Prionolabis rudimentis är en tvåvingeart som först beskrevs av Alexander 1941.  Prionolabis rudimentis ingår i släktet Prionolabis och familjen småharkrankar. Inga underarter finns listade i Catalogue of Life.